# Колущинський Євген Петрович
Євге́н Петро́вич Колущинський (нар. 1902, посад Мелекесс Самарської губернії, тепер місто Димитровград Ульяновської області, Російська Федерація — 19 вересня 1973, місто Омськ, тепер Російська Федерація) — радянський державний діяч, 1-й секретар Омського обласного комітету КПРС, голова Красноярського крайвиконкому. Член ЦК КПРС у 1956—1961 роках. Депутат Верховної ради СРСР 2—5-го скликань.

## Життєпис
У 1921—1922 роках — інструктор-ревізор повітового відділу соціального забезпечення в посаді Мелекесс Ставропольського повіту Самарської губернії.
У 1922—1924 роках — студент Саратовського державного університету, закінчив два курси.
У 1924—1925 роках — інструктор Новоузенського повітового відділу народної освіти Саратовської губернії.
У 1925—1926 роках — голова Новоузенського повітового відділу просвіти, голова Новоузенського повітового бюро професійних спілок Саратовської губернії.
У 1926—1927 роках — старший інспектор Новоузенської повітової інспекції праці Саратовської губернії.
Член ВКП(б) з 1927 року.
У 1927—1928 роках — відповідальний секретар Новоузенського повітового бюро професійних спілок Саратовської губернії.
У 1928—1929 роках — голова Пугачовського окружного відділу Спілки радянських торгових службовців Нижньоволзького краю.
У 1929—1930 роках — завідувач відділу інформації та обліку Пугачовського окружного комітету ВКП(б) Нижньоволзького краю.
У 1930—1931 роках — завідувач Пугачовського районного відділу постачання Нижньоволзького краю.
У 1931—1938 роках — директор радгоспу в місті Пугачові Нижньоволзького краю (Саратовської області).
У 1938—1939 роках — 1-й секретар Пугачовського районного комітету ВКП(б) Саратовської області.
У липні 1939 — 1940 року — секретар Саратовського обласного комітету ВКП(б) із кадрів.
У 1940—1942 роках — 2-й секретар Саратовського обласного комітету ВКП(б).
У 1942—1943 роках — 1-й заступник голови Ради народних комісарів Чечено-Інгуської АРСР.
9 березня 1943 — 9 червня 1955 року — голова виконавчого комітету Красноярської крайової ради депутатів трудящих.
У квітні 1955 — 16 серпня 1961 року — 1-й секретар Омського обласного комітету КПРС.
З серпня 1961 року — персональний пенсіонер союзного значення в місті Омську.
Помер 19 вересня 1973 року в місті Омську. Похований на Старопівнічному цвинтарі.

## Нагороди
- дваордени Леніна
- орден Червоної Зірки
- два ордени «Знак Пошани»
- медаль «За оборону Кавказу»
- медаль «За перемогу над Німеччиною у Великій Вітчизняній війні 1941—1945 рр.»
- медаль «За доблесну працю у Великій Вітчизняній війні 1941—1945 рр.»
- медаль «За освоєння цілинних земель»
- медаль «За трудову доблесть»
- медаль «В пам'ять 800-річчя Москви»
- медалі